# TestNG
A TestNG egy JUnit és NUnit által inspirált automatikus tesztelési keretrendszer, mely azonban számos új funkcionalitást vezetett be, hogy sokkal hatékonyabb legyen és használatát is megkönnyítse.

## Főbb funkcionalitás
A TestNG-re a következő funkcionalitások jellemzők:
1. Rugalmas teszt konfiguráció.
2. Támogatja az adatvezérelt tesztelést (a @DataProvider-rel).
3. Támogatja több példány létrehozását ugyanannak a teszt osztálynak (@Factory)
4. Támogatja a paraméterezést.
5. Lehetővé teszi a tesztek szétosztását a szerverek között.
6. Hatékony végrehajtási modell (nincs többé teszt készlet angolul TestSuite)
7. Beágyazott BeanShell a további rugalmassághoz.
8. Alapértelmezett JDK funkciók futásidő alatt valamint naplózáshoz (nincsenek függőségek).
9. Független metódusok alkalmazás szerver teszteléshez.

### Eszköz támogatás
A TestNG-t támogatja alapból v. plugin-en keresztül mind a három fő Java IDE-t ( Eclipse, IntelliJ IDEA, és NetBeans). Egyedi  Apache Ant-os feladat definíciókat tartalmaz ill. támogatja a Maven építő (angolul build) rendszert. A Hudson folyamatos integrációs szervernek beépített támogatása van a TestNG-hez és képes követni és grafikonokat rajzolni a teszt eredményekből időről időre. A legtöbb kód fedettség eszköz, mint pl. a Cobertura képes zökkenőmentesen együttműködni a  TestNG-vel.

### Jelentéskészítés
A TestNG  teszt riportokat tud generálni HTML és XML formátumban. Az XML kimenetet át lehet alakítani az Ant JUnitReport feladat segítségével, hogy olyan riportokat generáljon, amelyek hasonlóak a JUnit-éhoz. A 4.6-os verzió óta a TestNG reporter API-t is nyújt, amely megengedi más harmadik személy által gyártott riport generátorok használatát is. Ilyen pl. a ReportNG és a TestNG-XSLT.

## Fordítás
Ez a szócikk részben vagy egészben  a   TestNG című angol Wikipédia-szócikk ezen változatának fordításán alapul.  Az eredeti cikk szerkesztőit annak laptörténete sorolja fel. Ez a jelzés csupán a megfogalmazás eredetét és a szerzői jogokat jelzi, nem szolgál a cikkben szereplő információk forrásmegjelöléseként.